# 戴可霁
戴可霁（1932年—2010年2月12日），浙江定海人，中华人民共和国编辑。

## 生平
1957年，毕业于北京师范大学学前教育专业，任职于上海教育出版社，任图片及学龄前儿童图书编辑、幼儿读物编辑室副主任，中国出版工作者协会幼儿读物研究会理事兼副秘书长，中国出版工作者协会上海分会理事，上海教育出版社副总编辑等职。1978年、1984年两次被评为上海市“三八”红旗手，1985年被评为上海市宣传系统先进工作者，1987年获全国幼儿图书编辑工作荣誉奖。著作有《看图说话》。2010年2月12日逝世。